# Монтерей (окръг, Калифорния)
Вижте пояснителната страница за други значения на Монтерей.
Монтерей (на испански: Monterey; букв. превод: Хълм на Краля) е окръг в Калифорния, САЩ. Окръжният му център е град Салинас.

## География
Монтерей е с обща площ от 9767 кв.км. (3771 кв.мили).

## Население
Окръг Монтерей е с население от 401 762. (2000)

## История
Монтерей е един от основополагащите окръзи на Калифорния основан 1850 г. когато Калифорния е приета за щат на САЩ.

## Градове
- Дел Рей Оукс
- Гонзалес
- Грийнфилд
- Кармел бай дъ Сий
- Кинг Сити
- Марина
- Монтерей
- Пасифик Гроув
- Пебъл Бийч
- Салинас
- Сенд Сити
- Сийсайд
- Соледад